# محمد باشا الجلخ
البكلربك محمد باشا الجلخ هو سياسي عثماني شغل منصب والي دمشق في عام 1760.

## مناصبه
تولى المناصب التالية:
- والي دمشق (حتى 1760)